# Valdemar Fellenius
Fille Valdemar Konrad Fellenius, född 24 oktober 1908 i Masthuggs församling, död 1964, var en svensk psykolog.
Valdemar Fellenius var son till Wolmar Fellenius och Emy Janse (född 1876). Han blev känd för att tillsammans med Gunnar Boalt ha tagit initiativ till ett långvarigt försök under andra världskriget att träna gråsäl och knubbsälar att leta efter ubåtar. Arbetet bedrevs från våren 1940 i stor hemlighet i Stockholms skärgård och var från juli 1940 finansierat av Marinen. Valdemar Fellenius ledde verksamheten. Han bodde med sin familj, en djurskötare och personal från flottan under bortåt fyra år från hösten 1941 till 1944 på en för ändamålet byggd anläggning, kallad Försöksstationen Palmen, belägen på Gålö i Långgarnsfjärden nära Mysingen. 
Han grundade och var föreståndare för de arbetspsykologiska institutet Psykotekniska institutet vid Stockholms högskola.
Han blev en av de första svenska experterna i vittnespsykologi.